# Jordi Conill i Vall
Jordi Conill Vall (Barcelona, 1939-31 de març de 1998) fou un polític i lluitador antifranquista català.

## Biografia
Estudià ciències químiques a la Universitat de Barcelona i en 1958 va ingressar a les Joventuts Llibertàries, on va dur a terme una important activitat. Reclutat pel grup Defensa Interior, sembla que va participar en un intent d'atemptar contra Francisco Franco el 18 d'agost de 1962 al Palau d'Aiete (Sant Sebastià). El militant d'ETA Julen de Madariaga els va proporcionar els explosius, però Franco no hi era i l'explosió no va causar víctimes.
El 2 de setembre de 1962 fou detingut amb Marcelino Jiménez Cubas i Antonio Mur Peirón, arran de la batuda policial per les explosions dels dies 29 i 30 de juny en un local de la Falange a la plaça de Lesseps, la seu de la Seguretat Social (aleshores Institut Nacional de Previsió) a la Gran Via i en el Col·legi Major Monterols de l'Opus Dei, els tres a Barcelona. Fou acusat de ser dirigent de les Joventuts Llibertàries, de posar explosius i en concret de la bomba al Valle de los Caídos. Fou torturat durant 23 dies per policies de la Brigada Político-Social dirigits per Antonio Juan Creix. Jutjat en consell de guerra el 22 de setembre de 1962, el fiscal en va sol·licitar la pena de mort. En principi va ser condemnat a trenta anys de presó, però el capità general de Catalunya no està d'acord amb la sentència i el cas va passar al Consell Superior de Justícia Militar. La sentència militar no es fa pública i aquest silenci fa que en els ambients antifranquistes es tingui el convenciment que el condemnaran a mort; era una pràctica habitual, no fer públiques les sentències a la pena capital per impedir que es produís una reacció popular. Però hi va haver una campanya internacional, liderada per Josep Benet. L'advocat de Conill va demanar la intervenció de l'arquebisbe de Milà, Giovanni Battista Montini (futur Pau VI), per evitar la pena de mort del seu defensat. Montini va enviar un telegrama a Franco en el qual demanava clemència per a Conill, qui, finalment fou condemnat a 30 anys de presó. En un simposi sobre Pau VI celebrat a Madrid el 1996, l'advocat de Conill va afirmar que el telegrama de Montini demanant clemència va ser decisiu; tanmateix és un aspecte d'aquest cas que no es pot confirmar.
Va complir nou anys, set mesos i dotze dies de reclusió entre la presó Model de Barcelona i els centres penitenciaris de Burgos, Jaén i Saragossa. Mentre era a la presó, Conill va llegir més de tres-cents llibres, va escriure cinc peces teatrals, poemes i relats breus. Entre els presos polítics companys seus hi havia els líders comunistes Pere Ardiaca i Antoni Gutiérrez Díaz i Conill. Per influència seva va abandonar l'anarquisme i va ingressar al PSUC. Quan fou alliberat el 8 d'abril de 1972 va prosseguir la seva militància clandestina i en el partit va convertir-se en el "camarada Bonet". El 1977 fou nomenat membre del Comitè Central i del Secretariat del Partit i el seu responsable polític de Barcelona. Fou candidat del PSUC a l'alcaldia de Barcelona a les eleccions municipals espanyoles de 1979 i 1983, i durant aquestes dues primeres legislatures municipals democràtiques fou portaveu del grup comunista Fou vicepresident de la Diputació de Barcelona, primer amb Josep Tarradellas i després amb el socialista Francesc Martí Jusmet.
Militant del sector eurocomunista, a finals de la dècada del 1980 abandonà el PSUC i va ingressar al PSC-PSOE, tot mantenint responsabilitats polítiques a l'ajuntament de Barcelona.